# エアコー DH.2
エアコー DH.2
Airco DH.2
- 用途：戦闘機
- 設計者：ジェフリー・デ・ハビランド
- 製造者：エアコー
- 運用者：イギリス陸軍航空隊
- 初飛行：1915年7月
- 生産数：453機

エアコー DH.2（Airco DH.2）は、第一次世界大戦中のイギリスの推進式単座複葉戦闘機である。
ジェフリー・デ・ハビランドがエアコー社のために設計した2番目の推進式航空機で、彼がその前に設計したエアコー DH.1複座機を基礎としている。DH.2はイギリスで初めて効果的な武装を施した単座戦闘機で、イギリス陸軍航空隊（RFC）パイロットに対し、1915年後半にドイツ側に優勢をもたらした「フォッカーの懲罰」への対抗手段を与えた。イギリスがドイツのシステムに匹敵するプロペラ同調装置を開発するまでの間、DH.2やRAF F.E.2のような推進式戦闘機が戦闘と護衛の任務を担うこととなった。

## 設計と開発
西部戦線上空の初期の空中戦は、前方に発砲できる単座戦闘機の必要性を明らかにした。イギリスは当時まだ信頼できるプロペラ同調装置を持っていなかったため、ジェフリー・デ・ハビランドは既存の推進式のDH.1複座機をもとに、より小さな単座機DH.2を設計した。DH.2は1915年7月に初飛行した。
DH.2の武装は7.7 mmルイス機銃1挺で、当初はコックピット内の3箇所の可動式架台のどれかひとつに取り付けるようになっていた。そしてパイロットは飛行機を操縦しながら、それを別の架台に移せるのだった。しかしほどなくパイロットたちは敵機撃墜をマークするために最も重要なことは銃そのものよりもいかに狙うかであることを知り、機関銃は中央の架台にまっすぐ前を向いて固定されるようになった。もっともこれは当初上層部から禁止されたが、いざというときには外すことのできる機銃固定クリップが承認されることにより解禁された。
大多数のDH.2は100馬力のグノーム・モノスーパープ・ロータリーエンジンを装備していたが、後期型には110馬力のル・ローヌ9Jが与えられた。
DH.2はエアコー社によって合計453機が製作された。

## 運用歴

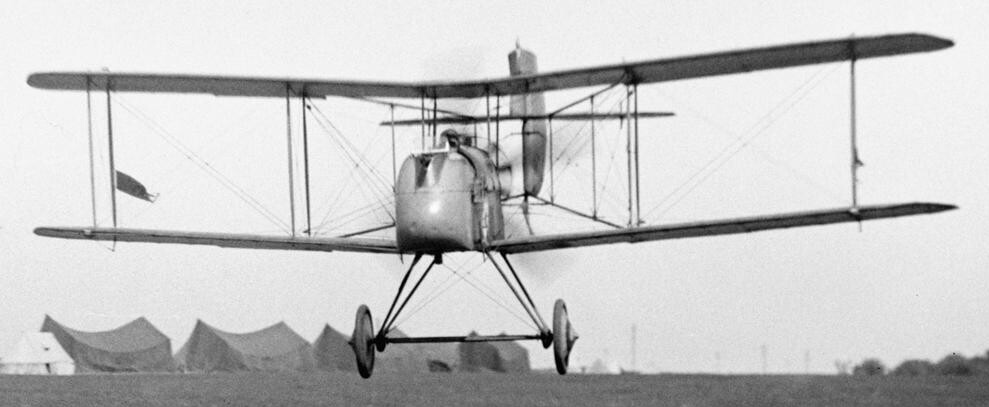
フランスのボーヴェル飛行場を離陸するDH.2の初期型

最初のDH.2は、1915年6月22日にヘンドンで評価試験を受けた後、実戦試験のために第5飛行隊とともにフランスに到着したが、撃墜され、パイロットは死亡してしまった（このDH.2はドイツに回収され、修理された）。DH.2を装備した最初の部隊は第24飛行隊で、1916年2月にフランスに到着した。同隊はRFCで（というよりすべての航空部隊で）最初に単座戦闘機のみで編成された部隊だった。DH.2は直ちにフォッカー単葉機と対等に渡り合うことができることを証明し、最終的には西部戦線で7個戦闘飛行隊で使用された。DH.2はまたソンムの戦いの期間、激しい戦闘を行い、第24飛行隊だけで774回の空中戦を行って44機の敵機を撃墜した。DH.2は操縦性が過敏だがこのタイプに慣熟すれば、機動性の高い機体であり、比較的操縦も容易であると認められた。
しかし、1916年9月に、ハルバーシュタット D.IIやアルバトロス D.Iなど、より強力なドイツの牽引式複葉戦闘機が前線に登場すると、今度はDH.2が追い込まれることとなった。DH.2は第24および第32飛行隊が1917年6月に牽引式のエアコー DH.5に機種転換を完了するまでフランスの前線にとどまった。またいくらかは、その年の秋まで、マケドニアやパレスチナ方面で使用された。この時点でDH.2は戦闘機としては全く時代遅れになっていたが、1918年まで高等練習機として使われた。
DH.2で戦果を挙げたパイロットの中には第24飛行隊の初代隊長であるヴィクトリア十字章受章者ラヌー・ホーカー（8機撃墜）や、アラン・ウィルキンソン（10機撃墜）がいる。第32飛行隊の隊長ライオネル・リーズは1916年7月1日、ドイツの複座機10機の編隊にDH.2単機で攻撃をしかけ、2機を撃墜したことによりヴィクトリア十字章を授与された。ドイツ撃墜王で戦術家のオスヴァルト・ベルケは第24飛行隊のDH.2との格闘戦の中で死亡した。ただしこれは被撃墜ではなく、自身の編隊の僚機であるエルヴィン・ベーメ機との衝突によるものである。
DH.2は速やかに引退し、大戦の終わりには1機も残っていなかった。1970年、アメリカ合衆国ワシントン州シアトルのウォルター・M・レドファーンはキンナー125-150馬力エンジンを動力とする複製を製作し、ホームビルダー向けにその設計を販売した。現在、いくつかのDH.2複製機が世界各地で飛行している。

## 運用者
イギリス
- イギリス陸軍航空隊 - 第5 / 11 / 17 / 18 / 24 / 29 / 32 / 41 / 47 / 111 飛行隊

## 性能諸元（DH.2）
出典: Warplanes of the First World War - Fighters Volume One
諸元
- 乗員: 1
- 全長: 7.69 m （25 ft 2½ in）
- 全高: 2.91 m （9 ft 6½ in）
- 翼幅: 8.61 m（28 ft 3 in）
- 翼面積: 23.13 m2 （249 ft2）
- 空虚重量: 428 kg （942 lb）
- 最大離陸重量: 654 kg （1,441 lb）
- 動力: グノーム・モノスーパープ ロータリーエンジン、75 kW （100 hp）   × 1

性能
- 最大速度: 150 km/h （93 mph） 高度0
- 航続距離: 400 km （250マイル）
- 実用上昇限度: 4,265 m （14,000 ft）
- 上昇率: 166 m/min （545 ft/min）
- 翼面荷重: 28.3 kg/m2 （5.79 lb/ft2）
- 馬力荷重（プロペラ）: 110 W/kg （0.069 hp/lb）
- * 航続時間 - 2時間45分

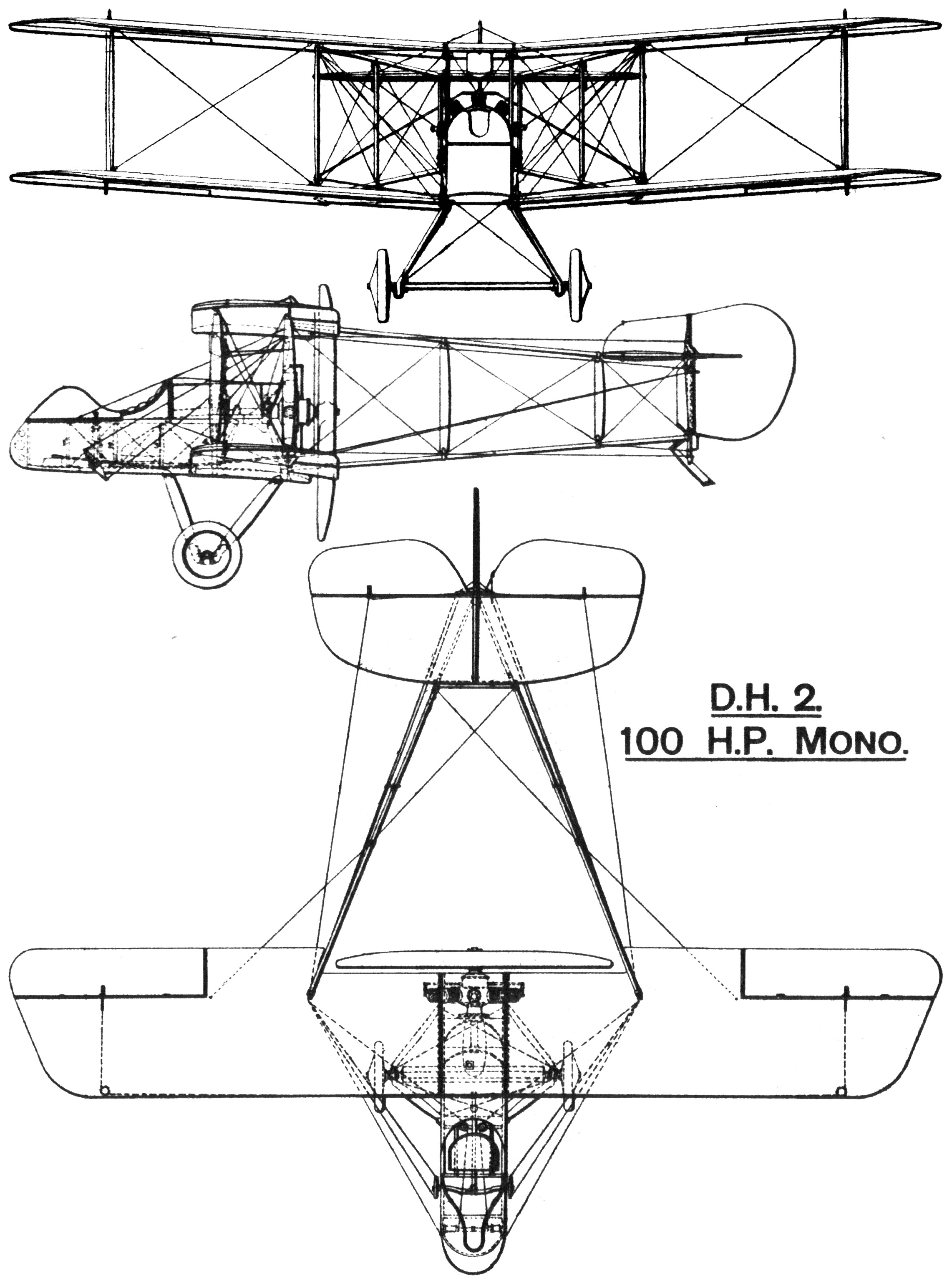

- 上昇時間 - 5,000 ftまで24分45秒

武装
- 7.7 mmルイス機銃 ×1（47or97発-ドラム弾倉）

## 参照